# Porto Vitória
Porto Vitória là một đô thị thuộc bang Paraná, Brasil. Đô thị này có diện tích 212,582 km², dân số năm 2007 là 3856 người, mật độ 18 người/km².